# Forum Steglitz
Het Forum Steglitz is een winkelcentrum aan de Schloßstraße in de wijk Steglitz in Berlijn, direct aan de grens met de wijk Friedenau. 

## Geschiedenis
Toen het opende op 23 april 1970 was het een van de eerste winkelcentra in Duitsland dat gebruik maakte van het shop-in-the-shop-systeem. Het centrum ontwikkelde zich al snel tot een attractie in het zuiden van Berlijn. Bijzonder waren de twee loopbanden in de centrale hal, die van de entree op de begane grond naar de eerste verdieping leidden. 
Het centrum herbergde ongeveer 60 winkels en restaurants op een totale verkoopvloeroppervlakte van ongeveer 32.000m². 
Aan het winkelcentrum is verbonden met een parkeergarage, die via de Bornstrasse en de Gutsmuthsstraße kan worden bereikt. 
Op het perceel waar het Forum Steglitz staat, werd voordien, sinds 1908 een weekmarkt gehouden - de toenmalige Bornmarkt. Toen de planning voor het Forum Steglitz in 1968 begon wilde de projectontwikkelaar de traditionele weekmarkt integreren in het winkelcentrum.  
Dit werd gerealiseerd door achteraan op de begane grond een verkoopvloer te creëren, verdeeld in kleine stukken. Hierop kwamen verkoopstands en permanent geïnstalleerde kiosken die door handelaren gehuurd konden worden. Deze markt is tijdens de renovatie in 2005 verdwenen. 
Tot de opheffing van de visumplicht voor bezoeken van West-Berlijners aan de DDR in december 1989 was op de bovenverdieping van het centrum een  er een Büro für Besuchs- und Reiseangelegenheiten. Hier konden visumaanvragen voor bezoeken aan het oostelijk deel van Berlijn of de DDR worden ingediend. Het kantoor stond onder direct toezicht van het Ministerie van Staatsveiligheid van de DDR en de meerderheid van de werknemers kwam uit Oost-Berlijn. 
Van mei 2005 tot 18 Mei 2007 werd het Forum Steglitz gemoderniseerd en werd de verkoopvloeroppervlakte uitgebreid.  
Vanaf 2019 werd het Forum Steglitz opnieuw verbouwd om het te herpositioneren als een pand voor gemengd gebruik.